# 泰三郎 (小惑星)
泰三郎（たいざぶろう、6274 Taizaburo）は小惑星帯の小惑星である。北海道北見市の円舘金と札幌市の渡辺和郎が発見した。
アマチュア天文家・天体写真家の小山泰三郎に因んで名付けられた。